# Elisabeth Otter-Knoll

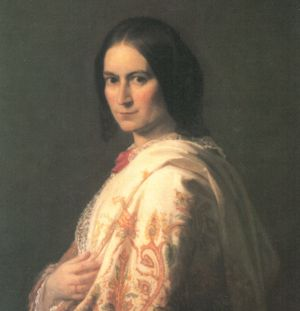
Elisabeth Otter-Knoll

Johanna Elisabeth Sophia Otter-Knoll bekannt als Elisabeth Otter-Knoll (geboren 13. Januar 1818 in Utrecht; gestorben 20. Februar 1900 in Amsterdam) war eine niederländische Stifterin. Sie gründete die Elisabeth Otter-Knoll-Stiftung in Amsterdam.

## Leben
Elisabeth Knoll wurde am 13. Januar 1818 in Amsterdam geboren. Sie war die Tochter des Hauptmanns der Nationalmiliz Isaac Knoll (1785–1856) und der Hofdame am Hof von Louis Bonaparte (1806–1810) Johanna Hester Smith (1788–1821). Für ihre Mutter war es die zweite Ehe, sie war zuvor mit dem französischen Militär Aubry d'Arancey verheiratet gewesen. Da sie im Alter von 23 Jahren Witwe wurde, standen sie und ihre beiden Töchter unter der Vormundschaft ihres Vaters Albertus Gerardus Smith, Anwalt am Gericht von Utrecht und Präsident des Gerichts. Er war strikt gegen ihre Heirat mit Isaac Knoll, und dies war wahrscheinlich der Grund, warum die Heirat erst drei Wochen vor Elisabeths Geburt stattfand. Mit ihren Brüdern Marinus Antonius Diederik und Pieter Izaak, die beide jung starben, in der Wittenvrouwenstraat. Dann starb ihre Mutter. Da ihr Vater, der als Soldat viel unterwegs war, sich nicht um sie kümmern konnte, wurde sie zu den Großeltern Smith gegeben, bei denen auch ihre unverheiratete Tochter Laurentia wohnte. Sie hatten sich bereits um ihre Halbschwester Louise Aubry (1809–1871) gekümmert, ihre andere Halbschwester Josephine (1811–1886) lebte bei ihren Großeltern in Frankreich. Aus einem Brief, den ihr Großvater am 18. September 1847 an den Heiratskandidaten Adolph Fortgens Otter schrieb, geht hervor, dass sie ein ruhiges Kind gewesen wäre, welches ihren Großeltern nie Grund zur Unzufriedenheit gegeben hätte, weswegen diese sie auch innig lieben würden.

### Ehen
Im Dezember 1847 heiratete sie im Alter von 29 Jahren den 45-jährigen Adolph Otter, einen vermögenden Mann. Das Paar zog im Mai 1857 in ein monumentales Gebäude am Kloveniersburgwal. Bereits ein Jahr später, im November 1858, starb Adolph Otter. Er hinterließ ihr das reich ausgestattete Haus, viele Wertpapiere und 184.000 Gulden Bargeld. In seinem Testament hatte er zudem verfügt, dass sein Vermögen für die Errichtung eines Altersheims für Seeleute verwendet werden sollte. Da jedoch ab 1860 aufgrund des Zustands der Handelsmarine der Bedarf an Unterkünften für alte Seeleute abnahm, wurde dieser Plan vorübergehend auf Eis gelegt.
Auf der Grundlage eines Ehevertrages heiratete Elisabeth Otter-Knoll im Jahr 1861 den Pfarrer in Wijk aan Zee en Duinen Hendrik Luëssen (ca. 1822–1887). Auch nach dieser Heirat nannte sie sich weiter Otter-Knoll und lebte in ihrem Haus am Kloveniersburgwal, während Luëssen in Wijk aan Zee lebte. Die Ehe hatte in erster Linie geschäftliche Gründe. Sie unterstützte das Diakonat seiner Gemeinde finanziell und er unterstützte sie bei der Vornahme rechtsgültiger Handlungen. 1867 gab Luëssen seine Predigertätigkeit auf und zog nach Kloveniersburgwal. Mit ihrem zweiten Ehemann unternahm Elisabeth Otter-Knoll zwischen 1864 und 1884 viele Reisen. Sie besuchten Frankreich, England und Deutschland. Ihre größte Reise führte sie 1869 nach St. Petersburg und Moskau. Auf diesen Reisen sammelte Elisabeth Otter Knoll Fotografien und Drucke von Ländern und Völkern, Prinzen und Prinzessinnen, aber auch von berühmten Frauen, wie aus ihrem umfangreichen Fotoarchiv, welches heute dem Stadtarchiv Amsterdam gehört, hervorgeht.

### Geschäftsfrau
Ihr Vermögen verwaltete Elisabeth Otter-Knoll sorgfältig und sie mehrte es stetig. Bei ihrer Hochzeit im Jahr 1847 wurde ihr ihr Erbe von ihrer Mutter in Höhe von 6000 Gulden ausgezahlt. Dazu kam kurze Zeit später das Erbe von ihrem Großvater Smith in Höhe von etwa 128.500 Gulden. In den Jahren 1858 und 1859 erbte sie die Güter ihres Mannes und ihrer Schwiegermutter. Dazu kam das Erbe ihrer Tante Laurentia und ihrer Halbschwester Louise. Dieses Kapital investierte sie in Aktien und Anleihen. Sie vergab auch Hypothekendarlehen und vermietete Häuser. Ihr Testament verfasste Elisabeth Otter-Knoll im Jahr 1886, ein Jahr vor dem Tod ihres zweiten Mannes. Gemäß den Wünschen ihres ersten Mannes verfügte sie, dass ihr Haus am Kloveniersburgwal in eine Residenz für „alte und gebrechliche, verarmte Kapitäne und Steuermänner“ umzuwandeln sei und ernannte „eine Stiftung für Damen der Oberschicht“ zum Alleinerben. Diesem Testament fügte sie 1900, kurz vor ihrem Tod hinzu, dass eine Stiftung für anständige Damen gegründet werden soll, die arm sind und unverschuldet nicht in der Lage sind, für ihren eigenen Lebensunterhalt zu sorgen. Sie sagte dazu, dass sie mit Bedauern gesehen habe, wie oft anständige, gute Frauen im Alter, wenn sie nicht unter Brotmangel litten, auf vieles verzichten mussten, was ihnen ein ruhigeres und sorgenfreieres Leben bescherte. Während sich alle um die unteren Klassen kümmerten, wie man an den Anstalten und Armenhäusern hier in Amsterdam sehen könne.

### Der Elisabeth Otter-Knoll Hofje

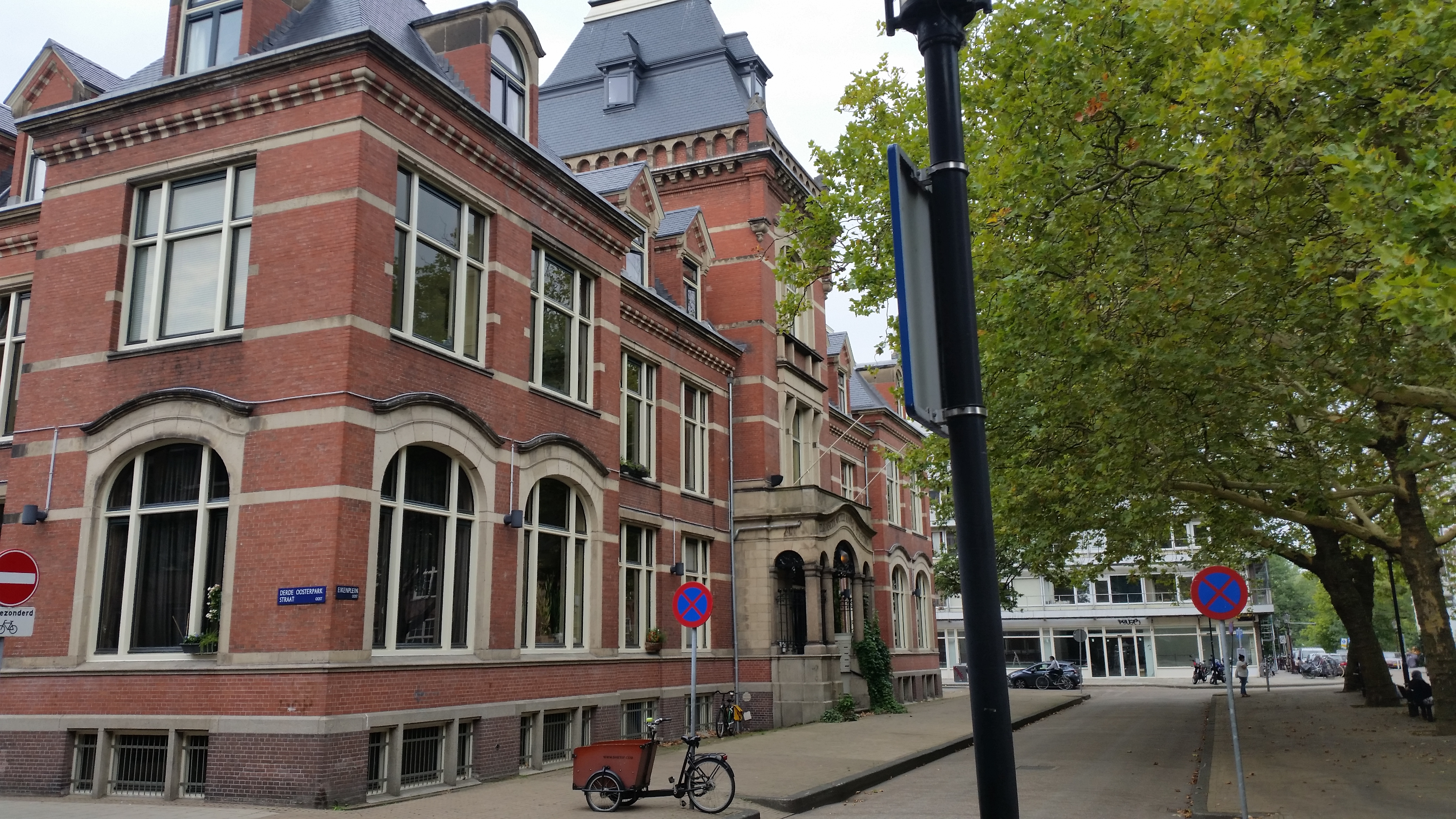
Gebäude am Eikenplein

Im Jahr 1894 kaufte Elisabeth Otter-Knoll ein 2.025 Quadratmeter großes Grundstück am Eikenplein für 31.995 Gulden. Dort sollte ihr Hofje gebaut werden. Die Regeln des Hofjes hatte sie auch aufgestellt. Die Bewohnerinnen mussten mindestens 55 Jahre alt, ledig, verwitwet oder unverschuldet geschieden und in jedem Fall kinderlos sein. Sie erhielten jährlich fünfhundert Gulden, mussten jedoch jedes Jahr einen Antrag auf Verlängerung ihres Aufenthalts stellen. Die Frauen mussten evangelischer Herkunft sein, katholische Frauen waren jedoch nicht grundsätzlich ausgeschlossen. Den Bewohnerinnen war es nicht gestattet, außerhalb des Hofjes zu übernachten oder ohne Genehmigung des Vorstandes männlichen Besuch zu empfangen. Persönlich kümmerte sie sich um mehrere namhafte Frauen. Fräulein Gunst erhielt von ihr 25 Gulden pro Jahr während ihrer Ausbildung an der Gewerbeschule und sie wies einigen alleinstehenden Lehrerinnen und Krankenschwestern einen Platz auf ihrem Hofje zu.

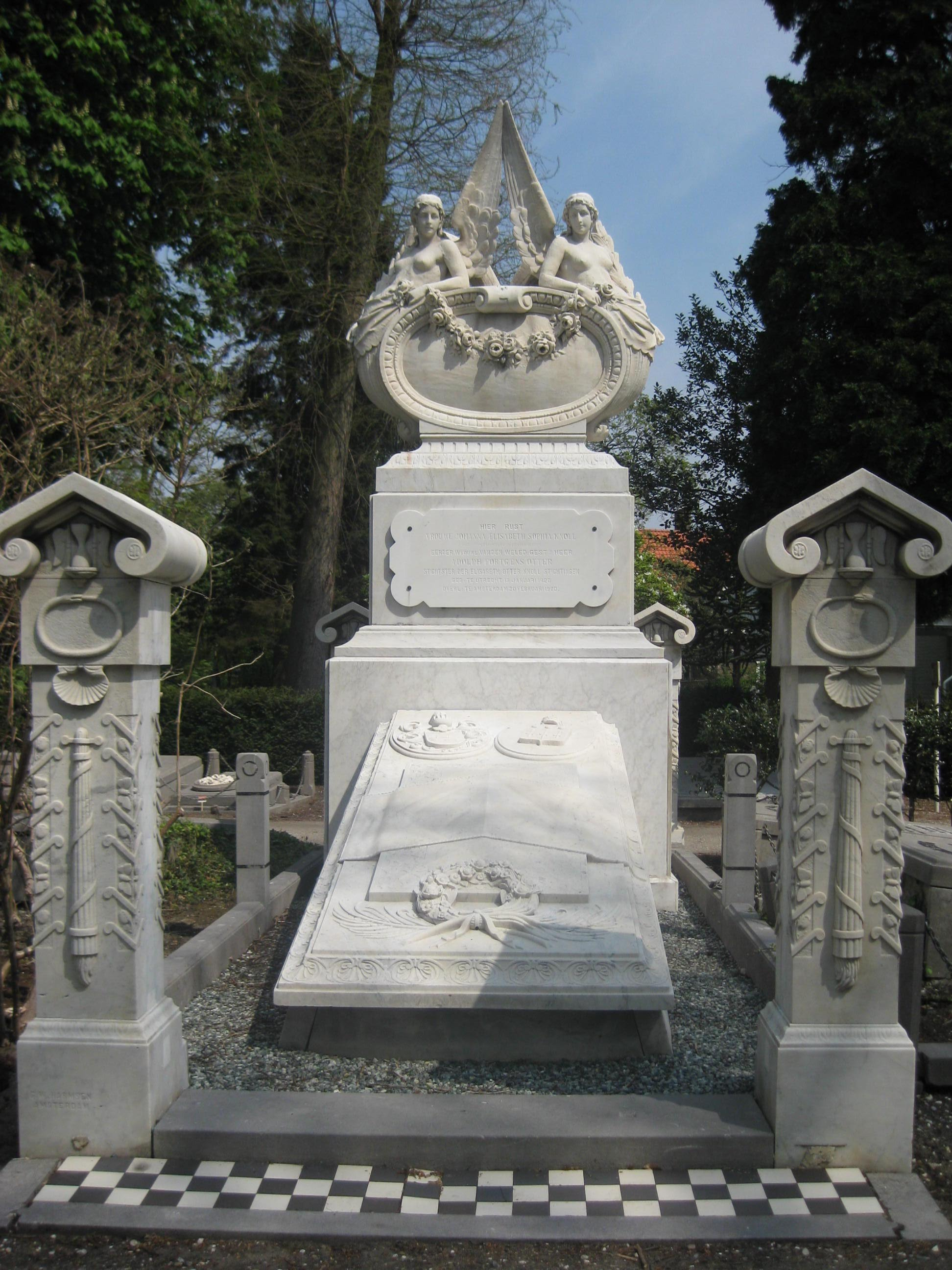
Grabmonument von Elisabeth Otter-Knoll

Elisabeth Otter-Knoll starb am 20. Februar 1900 und hinterließ ein Vermögen von 2.399.000 Gulden. Nachdem noch Erbschaftsprobleme geklärt worden waren, ein unbekannter Cousin beanspruchte einen Teil des Anwesens, wurde der Architekt Jan van Looy mit der Gestaltung des Hofjes beauftragt. Es entstanden 16 Häuser sowie ein Ess- und Konversationszimmer im Louis-seize, ein Regentenzimmer im Empire-Stil und ein zweites Konversationszimmer im Queen-Anne-Stil. Der Bau begann im Jahr 1904, doch das Gebäude am Eikenplein in Amsterdam wurde erst 1912 eröffnet. Schon bald wurde das herrschaftliche, luxuriös ausgestattete Gebäude im Volksmund „das Schloss“ genannt. Im Jahr 1980 war der Hofje noch bewohnt, entsprach jedoch nicht mehr den Anforderungen an eine zeitgemäße Altenpflege. Im Jahr 2007 handelte es sich um ein Wohnhaus, in dem sich auch das Amsterdam Centrum voor Beeldende Kunst befindet. Das Pflegeheim der Elisabeth Otter-Knoll-Stiftung befindet sich seit dem in Buitenveldert.
Bestattet wurde Elisabeth Otter-Knoll in Zorgvlied, Amsterdam/Nieuwer Amstel. In ihrem Mausoleum ist ihr Geburtsjahr mit 1820 angegeben, vermutlich wollte sie so ihre voreheliche Zeugung verschleiern. Sie wird auch als „Gründerin der Elisabeth Otter-Knoll-Stiftungen“ erwähnt. Diese Stiftungen spielen noch immer eine aktive Rolle in der Altenpflege in Amsterdam.